# International Post Corporation

Das Logo der Organisation

Die International Post Corporation SCRL (IPC) ist eine internationale Organisation von Postunternehmen mit Sitz in Brüssel, Belgien in der belgischen Rechtsform einer Genossenschaft mit beschränkter Haftung. Sie wurde 1989 gegründet und zählte 2023 26 Mitgliedsunternehmen.

## Mitglieder
2023 gab es 26 Mitgliedsunternehmen aus 26 Staaten aus Europa und Nordamerika, sowie Australien und Neuseeland. Deutschland ist durch die DHL Group vertreten, die Schweiz durch die Swiss Post und Österreich durch die Österreichische Post AG. Postorganisationen aus Asien, Afrika und Südamerika sind nicht Mitglied, aber weltweit nehmen ca. 190 Postorganisationen Dienstleistungen der IPC in Anspruch. Zu den Kunden des Unternehmens zählt auch die PostEurop zu deren Mitgliedern auch die Mitglieder der IPC gehören.